# Helmut Müller (football)
Pour le bourgmestre de Wiesbaden, voir Helmut Müller (homme politique)
Helmut Müller (né le 17 mars 1937 à Steinach en Thuringe) est un joueur de football allemand (international est-allemand).
Helmut Müller est notamment connu pour avoir terminé meilleur buteur du championnat lors de la saison 1958 avec 17 buts.

## Biographie
Helmut Müller a commencé sa carrière de footballeur professionnel en juillet 1956 dans le club est-allemand FC Carl Zeiss Iéna en tant qu'attaquant. Il prit sa retraite en juillet 1967.